# Biconiosporella corniculata
Biconiosporella corniculata är en svampart som beskrevs av Schaumann 1972. Biconiosporella corniculata ingår i släktet Biconiosporella, klassen Sordariomycetes, divisionen sporsäcksvampar och riket svampar.   Inga underarter finns listade i Catalogue of Life.